# Nortonville (Kentucky)
Nortonville – miasto w Stanach Zjednoczonych, w stanie Kentucky, w hrabstwie Hopkins.